# 12 разгневанных мужчин (фильм, 1957)
«12 разгневанных мужчин» (англ. 12 Angry Men) — юридическая драма 1957 года, режиссёрский дебют Сидни Люмета. Экранизация одноимённого телеспектакля Реджинальда Роуза, соответствующего всем канонам драматургии классицизма (единство места, времени и действия).
Современными киноведами расценивается как одна из величайших юридических картин в истории. Главный приз Берлинского кинофестиваля, три номинации на премию «Оскар», в том числе за лучший фильм года. По состоянию на ноябрь 2024 года по итогам голосования на крупнейшем международном сайте, посвящённом кино — IMDb, занимает 5 место среди лучших фильмов всех времён.

## Сюжет
Двенадцать присяжных заседателей в совещательной комнате решают, виновен ли подросток, выросший в трущобах, в убийстве собственного отца. В случае, если подсудимый будет признан виновным, он будет приговорён к смертной казни на электрическом стуле. На первый взгляд кажется, что следствие и обвинение неопровержимыми уликами убедительно доказали вину парня. Закон штата Нью-Йорк требует, чтобы присяжные проголосовали за приговор единогласно. Одиннадцать присяжных уверены, что спорить не о чем, они согласны с прокурором и торопятся формально проголосовать и разойтись. Лишь один из двенадцати (№ 8) голосует против.
Присяжный номер восемь ставит под сомнение даже не виновность парня, а скорее то, насколько серьёзной проверке были подвергнуты доказательства его вины в ходе судебного разбирательства. Ему кажется, что бесплатный адвокат отнёсся к делу формально, а совокупность косвенных улик не настолько убедительна, чтобы на их основании можно было вынести вердикт, чреватый смертным приговором. «Номер Восемь» настаивает, чтобы жюри занялось обсуждением всех обстоятельств дела всерьёз. Его не останавливает то, что все прочие присяжные спешат по своим делам, нервничают и даже переходят на оскорбления.
В основу обвинения положены показания двух свидетелей: старик, сосед снизу, услышал через открытое в жару окно, как этажом выше сын крикнул отцу: «Я убью тебя», а затем увидел в дверной глазок, как тот пробежал мимо его квартиры по лестнице. А женщина, живущая в квартире напротив, через железную дорогу, заявила, что видела непосредственно, как парень вонзил нож в грудь отца. Суду предъявлено также весьма убедительное вещественное доказательство — орудие преступления, редкий нож оригинального дизайна, опознанный другими свидетелями как принадлежавший обвиняемому. Поэтому присяжные непреклонны, и бунтарь-одиночка в конце концов соглашается: «Голосуйте без меня, если одиннадцать человек подтвердят свой вердикт, я не стану возражать». Неожиданно в ходе повторного голосования на сторону «Номера Восемь» переходит ещё один член жюри, его сосед по столу, «Номер Девять». Самый пожилой из присяжных не столько изменил своё мнение по делу, сколько проявил чисто человеческое уважение к человеку, нашедшему в себе мужество пойти наперекор общему мнению.
Обсуждение продолжается в невыносимой предгрозовой духоте комнаты для совещаний. «Номер Восемь» последовательно и логично расшатывает домыслы обвинения, хладнокровно подвергая убедительной критике каждую из косвенных улик, одну за другой. Первым делом он демонстрирует коллегами, что нож — орудие убийства — вовсе не уникален, достав из кармана собственный, точно такой же, накануне купленный неподалёку. Затем он показывает, что прямые показания двух свидетелей не стыкуются между собой. Так как женщина напротив утверждала, что видела событие преступления через окна последних вагонов проходящего поезда, возникают сомнения в том, что старик мог расслышать шум ссоры и узнать голос в условиях грохота идущего прямо под открытыми окнами железнодорожного состава. Кроме того, будучи полупарализованным после инсульта, он вряд ли смог бы быстро дойти от окна спальни до входной двери, чтобы увидеть убийцу, быстро сбежавшего по лестнице.
Другие присяжные начинают осознавать очевидные нестыковки в конструкции обвинения и постепенно, один за другим, переходить на сторону защиты. Лишь «Номер Четыре», прекрасно образованный интеллектуал, упорно и столь же последовательно поддерживает позицию обвинения. Но тут, увидев, как тот, сняв очки, устало потирает переносицу, старик-присяжный, «Номер Девять», внезапно вспоминает, что у женщины-свидетельницы на крыльях носа тоже были отметины от очков и она точно так же потирала переносицу, хотя очков в суде на ней не было. С расстояния в 60 футов, то есть почти 20 метров, сквозь окна проходящего железнодорожного состава она, по её собственным показаниям, наблюдала картину происшедшего, лёжа в кровати, когда пыталась уснуть. «Никто не ложится спать в очках», убито констатирует «Номер Четыре». Может быть, свидетельница носит солнечные очки, может быть, у неё дальнозоркость — но этот вопрос в ходе процесса не поднимался и не исследовался, и, следовательно, её показания, совершенно очевидно, не могут быть признаны бесспорными. Теперь все присяжные, кроме одного, голосуют за невиновность.
Один только «Номер Три» упорно продолжает настаивать на необходимости «покарать негодяя, который убил родного отца». В конце концов выясняется, что он очень сурово, по-традиционному жёстко воспитывал собственного сына, пока однажды тот не дал сдачи — сын ударил отца по лицу и ушёл из дома навсегда. Возможно, поэтому последний присяжный так непреклонен. Выступая против остальных, он в гневе швыряет на стол бумажник, из которого выпадает бережно хранимая фотография отца с маленьким сыном. В приступе ярости «Номер Три» разрывает её и, рыдая, присоединяется к остальным.
Присяжные единогласно выносят вердикт: «невиновен».
Покинув здание суда, прежде, чем разойтись, «Номер Восемь» и «Номер Девять» останавливаются, чтобы узнать фамилии друг друга: Дэвис и Мак-Кардл.

## Актёры и персонажи
| Присяжный № | Персонаж                                                                                           | Актёр           | № голоса «не виновен» |
| ----------- | -------------------------------------------------------------------------------------------------- | --------------- | --------------------- |
| 1           | Старшина жюри, очень серьёзно относящийся к своим обязанностям, тренер школьной футбольной команды | Мартин Болсам   | 9                     |
| 2           | Банковский клерк, мягкосердечный и неконфликтный                                                   | Джон Фидлер     | 5                     |
| 3           | Бизнесмен, тяжело переживающий конфликт с собственным сыном                                        | Ли Джей Кобб    | 12                    |
| 4           | Брокер, очень логичный, рациональный, уверенный в себе и непоколебимый                             | Э. Г. Маршалл   | 11                    |
| 5           | Молодой человек, выросший в неблагополучном квартале, фанат бейсбольной команды Балтимор Ориолс    | Джек Клагмен    | 3                     |
| 6           | Маляр, строгий, но принципиальный                                                                  | Эдвард Биннс    | 6                     |
| 7           | Продавец, совершенно индифферентный к происходящему, фанат бейсбольной команды «Нью-Йорк Янкис»    | Джек Уорден     | 7                     |
| 8           | Дэвис (Davis), архитектор, инициатор раскола жюри                                                  | Генри Фонда     | 1                     |
| 9           | Мак-Кардл (McCardle), пожилой человек, мудрый и очень наблюдательный                               | Джозеф Суини    | 2                     |
| 10          | Владелец гаража, громкоголосый фанатик                                                             | Эд Бегли        | 10                    |
| 11          | Мастер-часовщик, иммигрант, истовый патриот Соединённых Штатов                                     | Джордж Восковец | 4                     |
| 12          | Сотрудник рекламного агентства, нерешительный и поддающийся влиянию                                | Роберт Уэббер   | 8                     |

## Премии и награды

### Оскар(1958)
Номинирован:
- «Лучший режиссёр»: Сидни Люмет
- «Лучший фильм»: Генри Фонда, Реджиналд Роуз
- «Лучший адаптированный сценарий»: Реджиналд Роуз

### BAFTA(1958)
- Победитель: «Лучший иностранный актёр»: Генри Фонда
- Номинирован: «Лучший фильм»

### Берлинский Кинофестиваль(1957)
Победитель: «Золотой медведь»: Сидни Люмет

### Премия OCIC
Сидни Люмет

### Американская гильдия режиссёров (1958)
Номинирован:
- «Выдающиеся достижения в кинематографе»: Сидни Люмет
- «Лучший фильм в жанре драмы»
- «Лучший актёр»: Генри Фонда
- «Лучший режиссёр»: Сидни Люмет
- «Лучший актёр второго плана»: Ли Джей Кобб

### Американская гильдия писателей (1958)
- Победитель: «Лучший сценарий драмы»: Реджинальд Роуз

## Последующее признание
Фильм вошёл в несколько рейтинговых списков лучших фильмов по версии Американского института киноискусства:
- 100 самых остросюжетных американских фильмов за 100 лет (2001) — 88-е место.
- 100 лучших героев и злодеев (2003) — присяжный № 8 занял 28-е место в списке киногероев.
- 100 самых вдохновляющих американских фильмов за 100 лет (2006) — 42-е место.
- Версия 2007 года списка 100 лучших американских фильмов за 100 лет — 87-е место.
- 10 лучших судебных драм (2008) — 2-е место.
- В 2007 году фильм внесён в Национальный реестр фильмов.